# Trainsurfer
Trainsurfer（トレインサーファー）は中尾浩之監督、P.I.C.S制作による映像作品。作品は実写とCGアニメーションを融合させた「ライブメーション」形式で描かれる。

## 概要
「スチーム係長」に続く中尾にとって2作目のライブメーション作品で2004年にMTVジャパンでシーズン1全15話が放送される。その後、JR福知山線脱線事故の影響により続編の制作やDVD化が延期されていたが、2007年12月7日からシーズン2が放送開始される。
1話60秒のショートショート形式で物語は展開し、さらに第1回目の放送が「第12話」、第2回目の放送が「第34話」というように、各エピソードがランダムに公開されるのが特徴である。従って公開順におけるストーリーには直接的な連続性は持たないが、エピソードが公開されるにつれて伏線や真相が明らかになっていく。
特定のエピソードではミュージシャンなどがゲストとして登場し、トレインサーフィンを行う。

## トレインサーファー
トレインサーフィンまたはトレインサーフとは作中で行われる架空のエクストリームスポーツで、列車の上に飛び乗り、サーフィンのような姿勢でバランスを取る行為であり、トレインサーフィンを行う者はトレインサーファーと呼ばれる。トレインサーファーの中には列車から列車に飛び乗ったり、チームを結成しフォーメーションを組むなど高等なテクニックを開発する者も現れ、アンダーグラウンドシーンの若者の間で絶大な人気を博す。
無論、トレインサーフィンは違法行為であり、警察や鉄道各社はトレインサーファーを逮捕・撲滅する事に力を注いでいる。しかし、逮捕されるかもしれないというスリルが逆にトレインサーファーの人気を増加させる一因となってしまい、トレインサーファーと警察・鉄道各社のいたちごっこが続いている。

## 登場人物
JK
カリスマ的な人気を持つトレインサーファー。単に列車に飛び乗るだけに過ぎなかったトレインサーフィンに様々なスイッチバックやアーマースライドなど高等テクニックを取り入れ革命を起こし、多くの若者から尊敬を集める。口数は決して多くはないが、トレインサーフィンにかける思いは並々ならぬものを持っている。
ナカムラミホ
昼は新宿駅のキオスクの店員、夜はトレインサーファーと2つの顔を持つ女性。仕事は社内の販売コンテストで優勝するほどの腕で、トレインサーファーとしても確かな技術を持つ。
白井
男子高校生。偶然、教室の窓からトレインサーファーを見た事がきっかけでトレンサーファーに憧れを抱くようになり、JKに弟子入りを懇願する。当初はJKに拒否されていたが、やがてJKの下でトレインサーファーとして成長を重ねていく。
キョータロー（西村滋）
車両、路線、時刻表などあらゆる鉄道情報に精通した鉄道マニア。JKらトレインサーファーにとっては貴重な情報源として一目を置かれている。ニックネームは西村京太郎から。
ケガニ
ストリートギャング系のトレインサーファー。列車の上で暴れる事を快感としており、JKを一方的にライバル視している。反面、テクニックは未熟で体中にプロテクターを装着するなど小心者の一面も。
ブルーインパルス
6つ子のトレインサーファーチーム。ハンググライダーで空から降下し、列車に飛び乗る。フォーメーションには強いこだわりを持っており、それを守るためには手段を選ばない。
高橋01
迷彩服に身を包んだ男。自ら列車に飛び乗り、トレインサーファーの写真を撮り、それを売る事を生業としている。トレインサーファーや列車の情報にも詳しく、情報の売買も請け負っている。
ドルフィン
ヒデをリーダーとする3人組ファッション系トレインサーファーチーム。雑誌の取材で取り上げられた事もあり、トレインサーフ界では有名人であるが、ヒデはそれを鼻にかけている事から一部のトレインサーファーからは反感を買っている。
黒田順平
鉄道員。トレインサーファーの取り締まりに執念を燃やしている。特にJKを強く憎んでおり、彼を追い詰めるためには一部のトレインサーファーを黙認するなど手段を選ばない。ナカムラミホに好意を抱いている。
土方組
鉄道工事の傍らトレインサーフィンを行う2人組。貨物列車でのライドを得意としている。黒田の黙認を受け、彼の手駒としてJK潰しに利用される。
モグラ
トレインサーファー兼運び屋。地下鉄でのライドを得意としており、それを利用して闇の宅配業を営んでいる。複雑な物流システムを築いている事から地下組織からは絶大な信頼を寄せられている。
猫田
現金輸送列車襲撃を計画する謎の男。JKとは浅からぬ因縁がある。

### ゲスト
- BEASTIE BOYS
- 横山剣（クレイジーケンバンド）
- ロンドンブーツ1号2号
- Def Tech（DVD版のみ）
- JESSE（RIZE、DVD版のみ）

## 用語
アーマー
スイッチを押すと先端に吸盤のついたロープが飛び出す特殊な手袋。信号や高架に引っ掛けて列車の屋根に飛び乗る際に使用するほか、アーマーを駆使したテクニックも存在する。護身用の武器としての用途もある。JK、ナカムラミホをはじめ多くのトレインサーファーが携帯している。
御茶ノ水グランドクロス
3つの線路が交差するトレインサーフの名スポット。3つすべての線路を走る列車に連続でライドを決める事はテクニックや時刻表のタイミングが要求されるため非常に難易度が高い。
スイッチバック
トレインサーフ中に対抗から走ってきた列車の屋根に飛び移り、ライドを決める技。